# Borboropactus cinerascens
Borboropactus cinerascens es una especie de araña cangrejo del género Borboropactus, familia Thomisidae. Fue descrita científicamente por Doleschall en 1859.

## Distribución
Esta especie se encuentra en Malasia, Indonesia (Java, Sumatra), Nueva Guinea y Filipinas.